# Młodzieżowe Studio „Rytm”
Młodzieżowe Studio „Rytm” – polskie studio radiowe i nagraniowe, powstałe 1 września 1965 roku przy redakcji młodzieżowej Programu I Polskiego Radia z inicjatywy Andrzeja Korzyńskiego, Mateusza Święcickiego i Witolda Pogranicznego.

## Historia
Celem Studia „Rytm” było nagrywanie i popularyzowanie muzyki młodzieżowej. Dawano wykonawcom wolną rękę także odnośnie do repertuaru, ponieważ nie było komisji radiowej, która przydzielałaby piosenki. Audycje muzyczne studia cieszyły się popularnością również ze względu na luźny i niespotykany w owym czasie język wypowiedzi prowadzących. Studio „Rytm” wylansowało lub pomogło w karierze takim wykonawcom jak, m.in.: Niebiesko-Czarni, Czerwone Gitary, Polanie, Trubadurzy, Breakout, Czesław Niemen, Piotr Szczepanik, czy Marek Grechuta. Lansowano na antenie również zespoły mniej znane, lecz warte szerszej prezentacji. Nagrywali tutaj wszyscy z wyjątkiem Maryli Rodowicz i Skaldów, jak twierdzi Korzyński. Nagrano ponad tysiąc trzysta piosenek. Wiele z nich nadal gości na antenie Polskiego Radia.
Lista Przebojów Młodzieżowego Studia „Rytm” miała dwie dziesiątki – krajową i zagraniczną. Organizowano także plebiscyty na Radiową Piosenkę Miesiąca i na Radiową Piosenkę Roku. Ich częstymi laureatami byli, m.in.: Piotr Szczepanik, Marek Grechuta i Czerwone Gitary. Z redakcją współpracowało wielu dziennikarzy i twórców, m.in. Roman Waschko, M. Święcicki (w swoich audycjach poruszał zagadnienia muzyki mocnego uderzenia z muzykologicznego punktu widzenia), W. Pograniczny i debiutanci, którymi byli wówczas: Maria Szabłowska, Piotr Kaczkowski, Andrzej Turski, Krzysztof Szewczyk, czy Marek Dutkiewicz. 1 lutego 1966 roku Młodzieżowe Studio „Rytm” weszło w skład bloku Popołudnie z młodością.

Można powiedzieć, że to był przełom w Polskim Radio. Po raz pierwszy w czasach komunizmu Radio, które było dosyć zwartą instytucją, niedopuszczającą nikogo z boku, pozwoliło na to, że powstała konkurencja w redakcjach muzycznych. Nasza redakcja, czyli Studio „Rytm” zaopiekowała się grupą młodych ludzi, która była na marginesie w Polskim Radio. Nazywano ich bigbitowcami, oni uprawiali gatunek troszeczkę „przywleczony” z Ameryki. To nie podobało się specjalnie, niemniej jednak ta muzyka miała ogromną ilość zwolenników. Te zespoły młodzieżowe grały w różnych Non Stopach i były bardzo popularne w Polsce, ale nie miały miejsca na antenach radiowych

Realizatorem nagrań był Sławomir Pietrzykowski, a kierownikiem muzycznym – A. Korzyński, którego w późniejszym okresie zastąpił W. Pograniczny. Wkrótce przy Studiu „Rytm” powstał zespół, którego skład oparty był na muzykach zespołu Tajfuny. Jednym z pierwszych nagrań formacji była sesja Cz. Niemena z października 1965 roku (Czy wiesz?, Przyjdź w taką noc). Kolejne nagrania zarejestrowali: P. Szczepanik, Krystyna Konarska i Janusz Godlewski.
Niebawem zespół przekształcił się w Orkiestrę Studia „Rytm”, której dyrygentem został jesienią 1967 roku Piotr Figiel (w miejsce Korzyńskiego). Z Orkiestrą nagrywali: Maria Figiel (siostra P. Figla), Maria Dąbrowska, Katarzyna Sobczyk, Jacek Lech, Maciej Kossowski, Tadeusz Woźniak, Henryk Fabian, Toni Keczer, Wojciech Gąssowski, Stan Borys oraz zespoły: Siostry Panas i Amazonki. Skład orkiestry był płynny i opierał się na muzykach zawodowych oraz członkach warszawskich formacji rock and rollowych, a byli to, m.in.: Wiesław Bernolak, Zbigniew Bizoń, Włodzimierz Wander, Andrzej Nebeski i Piotr Puławski.
Nagrania Orkiestry Studia „Rytm” pod kierunkiem Piotra Figla rozmijały się z gustami młodzieżowego odbiorcy, ponieważ nagrywała piosenki wykonawców konwencjonalnej muzyki środka, m.in. Violettę Villas, co spowodowało spadek zainteresowania słuchaczy. Wiosną 1969 roku formacja została rozwiązana ze względu na wyjazd Piotra Figla do Skandynawii. Młodzieżowe Studio „Rytm” nadal funkcjonowało i prowadziło działalność nagraniową. Uwieczniono dokonania Grupy ABC, Dżambli, Wagantów, Wiślan 69, Testu, grupy Elizy Grochowieckiej (późniejszy zespół Andrzej i Eliza), 2 plus 1 i innych.
Studio rozwiązano w następstwie zmiany kierownictwa Radiokomitetu. Ostatnią audycję Młodzieżowego Studia „Rytm” nadano 28 lutego 1973 roku.

## Ciekawostki
Notowania Listy Przebojów Studia „Rytm” z lat 1968-1973 są dostępne na Forum pozytywnie zakręconych wokół LP3 (Lista Przebojów Programu 3).

## Dyskografia (Zespół i Orkiestra Młodzieżowego Studia „Rytm”)

### Albumy
- 1966: Piotr Szczepanik śpiewa (LP i CD, „Muza” – XL 0322/PNCD 570)
- 1966: Violetta Villas śpiewa (LP, Pronit – XL 0328)
- 1967: Piotr Szczepanik (LP, „Muza” – N0461)
- 1967: Violetta Villas – Dla ciebie miły (LP, „Muza” – XL 0381)

### Kompilacje
- 1966: Wiatr zawsze wieje w oczy (voc. T. Keczer) / Trudno mieć szesnaście lat (voc. M. Figiel) (SP, „Muza” – SP-172)
- 1966: Trudno mieć szesnaście lat (voc. P. Figiel) / Zły chłopak (voc. Siostry Panas) (SP, „Muza” – SP-225)
- 1967: 1000 Taktów Młodości (LP, Pronit – XL 0370)
- 1967: Coctail młodości (LP, Pronit – XL 0417)
- 1967: Prywatka u Bożeny (LP, Pronit – XL 0419)
- 1967: Przeboje 1967 (LP, Pronit – XL 0460)
- 1968: Zielony kraj – wersja skrócona (voc. T. Keczer) / Biały młyn (voc. H. Fabian) / Statek Warszawa (voc. H. Fabian) / Przed nadejściem snu (voc. W. Gąssowski (EP, Pronit – N-0541)
- 1975: Goniąc kormorany – Przeboje Andrzeja Tylczyńskiego (LP, Pronit – SXL 1168)
- 1986: Violetta Villas (LP, Pronit – PLP 0041)
- 1987: Piotr Szczepanik – Największe Przeboje (LP i MC, „Muza” – SX 2449/CK 572)
- 1991 – Pójdę wszędzie z tobą – Piosenki z lat 1961-1964 (LP, „Muza” – SX 2978)
- 1991: Gwiazdy Mocnego Uderzenia – Czesław Niemen (LP, „Muza” – SX 2991)
- 1991: Złote Lata Polskiego Beatu 1965 Vol. 1 (LP, „Muza” – SX 3047)
- 1991: Złote Lata Polskiego Beatu 1966 Vol. 2 (LP, „Muza” – SX 3050)
- 1992: Złote Lata Polskiego Beatu 1968 Vol. 1 i 2 (2x LP, „Muza” – SX 3053/3054)
- 1992: Złote Lata Polskiego Beatu 1968 Vol. 1 i 2 (2x LP, „Muza” – CK 1242/1243)
- 1992: The best of Violetta Villas (MC, „Muza” – CK 1295/7)
- 1992: Dla ciebie miły (CD, „Muza” – PNCD 140)
- 1996[8]: Piotr Szczepanik – Wspomnienia (CD, „Muza” – PNCD 337)
- 1996: Maciej Kossowski – Nie mówię żegnaj (CD, „Muza” – PNCD 343)
- 1997: Violetta Villas – Jestem taka, a nie inna (MC i CD, „Muza” – CK 1440/PNCD 372)
- 1998[9]: Alibabki – Bez nas ani rusz (CD, „Muza” – PNCD 433)
- 2000: Najpiękniejsze ballady lat 60. (CD, „Muza” – PNCD 438)
- 2002: Piotr Szczepanik – Największe Przeboje (CD, „Muza” – PNCD 722)
- 2003: Piotr Szczepanik – Kochać (CD, „Muza” – PNCD 740)
- 2003: Violetta Villas – Dla ciebie mamo (CD, „Muza” – PNCD 744)
- 2003: Augustowskie noce (CD, „Muza” – PNCD 801)
- 2004: Krystyna Konarska – 45 rpm: kolekcja singli i czwórek (CD, „Muza” – PNCD 837)
- 2008: Kolorowe lato (CD, „Muza” – PNCD 1221)
- 2009: Lato – Ty i ja (CD, „Muza” – PNCD 1264)
- 2010: 40 piosenek Violetty Villas (CD, „Muza” – PNCD 1350)
- ?: Kiedy kwitną czereśnie (CD, „Muza” – PNCD 1367)
- 2011: Piotr Szczepanik – Kochać, jak to łatwo powiedzieć (CD, „Muza” – PNCD 1376)
- ?: Maciej Kossowski – Wakacje z blondynką (CD, „Muza” – PNCD 1438)
- 2013: Gwiazdy polskiego big beatu: Toni Keczer (CD, „Muza” – PNCD 1497)
- 2013: Gwiazdy polskiego big beatu: Śpiewające dziewczyny (CD, „Muza” – PNCD 1501)

### Single i Czwórki
- 1966: Piotr Szczepanik, Zespół Studia Rytm – Każdy kogoś kocha / Przyszła do mnie nostalgia (SP, „Muza” – SP-147)
- 1966: Piotr Szczepanik, Zespół Studia Rytm – Kochać / ? (SP, „Muza” – SP-249)
- 1966: Krystyna Konarska – Czy ktoś ci powiedział / Doliny w kwiatach / Już późno / Minęło wczoraj (EP, „Muza” – N-0403)
- 1966: Violetta Villas – Kocham Jurka / Wiedz o mnie wszystko / Bardzo proszę, idź / Nie jestem taka zła (EP, „Muza” – N-0406)
- 1966: Maria Dąbrowska – Pierwszy raz / Liczę dni / Popołudnie z młodością / Czy będzie nad ranem niebo (EP, „Muza” – N-0475)
- 1967: Piotr Szczepanik – Jak długo to trwało / Chciałbym kiedyś / Pójdę drogą w świat daleki / Nie płacz już (EP, „Muza” – N-0461)
- 1967: Piosenki z filmu "Marynarka to męska przygoda" (EP, „Muza” – N-0489)
- 1967: Piotr Szczepanik – Nic nie zaćmi nam słońca / Jesteś tu / Jutro bez ciebie / Portowa tawerna (EP, „Muza”– N-0496)
- 1968: Maria Figiel – Co we mnie pęknie / Wodospady / Chciej zrozumieć / Tyle dla ciebie (EP, „Muza” – N-0544)
- 1968: Maciej Kossowski – Wakacje z blondynką (EP, „Muza” – N-0549)
- 1969: Amazonki – Motyle (EP, „Muza” – N-0556)

### Pocztówki dźwiękowe
- 1966: Krystyna Konarska – Czy ktoś ci powiedział (PD, „Muza” – KP-90)
- 1966: Piotr Szczepanik – Nie zbłądzisz (PD, Ruch – R-0033)
- 1966: Krystyna Konarska – Doliny w kwiatach (PD, Ruch – R-0038)
- 1966: Maria Dąbrowska – Liczę dni (PD, Ruch – R-0046)

### Nagrania radiowe
- 1965: Czy wiesz? (voc. Cz. Niemen), Przyjdź w taką noc (voc. Cz. Niemen)

- 1966: Kochać (voc. P. Szczepanik), Przyszła do mnie nostalgia (voc. P. Szczepanik), Czy ktoś ci powiedział (voc. K. Konarska), Doliny w kwiatach (voc. K. Konarska), Czemu dziś (voc. J. Godlewski)

- 1967: Nic nie zaćmi nam słońca (voc. P. Szczepanik), Jesteś tu (voc. P. Szczepanik), Jutro bez ciebie (voc. P. Szczepanik), Portowa tawerna (voc. P. Szczepanik), Miłość (voc. P. Szczepanik), Jak długo to trwało, (voc. P. Szczepanik), Pójdę w drogę w świat daleki (voc. P. Szczepanik), Wiatr i ja (voc. P. Szczepanik), Trudno mieć szesnaście lat (voc. M. Figiel), Przyjdź wieczorem (voc. M. Figiel), Kochać (instr.), Dlaczego tak ma być (instr.), Pierwszy raz (voc. M. Dąbrowska), Liczę dni (voc. M. Dąbrowska), Popołudnie z młodością (voc. M. Dąbrowska), Czy będzie nad ranem niebo (voc. M. Dąbrowska), Zgasły wspomnienia (voc. T. Woźniak), Przestań mnie kochać (voc. T. Woźniak), Wygrałem los (voc. T. Woźniak)

- 1968: Melancholia dawnych dni (voc. W. Gąssowski), Chłopiec z wyspy (voc. K. Sobczyk), Opowiedz mi swoją historię (voc. K. Sobczyk), Zielony kraj (voc. T. Keczer), Biały młyn (voc. H. Fabian), Statek Warszawa (voc. H. Fabian), Przed nadejściem sn (voc. W. Gąssowski); Co we mnie pęknie (voc. M. Figiel), No to co? (voc. H. Konieczna), Nie chcę chmur (voc. J. Lech), Gdzie szumiące topole (voc. J. Lech), Druga twarz (voc. P. Szczepanik), Nie mów mi sentymentalnych słów (voc. M. Kossowski), Uparta dziewczyna (voc. M. Kossowski), Nie przyjdę na spotkanie (voc. M. Kossowski)

- 1969: Chciej zrozumieć (voc. M. Figiel), Tyle dla ciebie (voc. M. Figiel), Nie szukałem ciebie dotąd (voc. H. Fabian), Zagubiony świat (voc. S. Borys), Kto odpowie mi (voc. S. Borys)